# Lambertus Doedes
Lambertus Doedes (ur. 4 lipca 1878 w Zutphen, zm. 17 maja 1955 w Hadze) – holenderski żeglarz, olimpijczyk, zdobywca srebrnego medalu w regatach na Letnich Igrzyskach Olimpijskich w 1928 roku w Amsterdamie.
Na Letnich Igrzyskach Olimpijskich 1928 zdobył srebro w żeglarskiej klasie 8 metrów. Załogę jachtu Hollandia tworzyli również Cornelis van Staveren, Gerard de Vries Lentsch, Hendrik Kersken, Johannes van Hoolwerff i Maarten de Wit.